# Jordan 196
El Jordan 196 fue un monoplaza con el que Jordan compitió la temporada 1996 de Fórmula 1. Lo conducían el brasileño Rubens Barrichello, que estaba en su cuarta y última temporada con el equipo, y el veterano británico Martin Brundle, que dejó Ligier para la que sería su última temporada en la F1.

## Descripción general
Jordan comenzó el año con altas expectativas después de una actuación generalmente alentadora, aunque poco confiable, en 1995. El equipo estaba en su segundo año con motores Peugeot oficiales y también había conseguido un lucrativo acuerdo de patrocinio con Benson & Hedges que hizo que los coches se convirtieran en oro durante la mayor parte de la temporada de 1996, se lanzó con una livery verde, amarilla y roja anterior a B&H y corrió durante las primeras cinco carreras en un tono mostaza que no logró impresionar en la televisión.

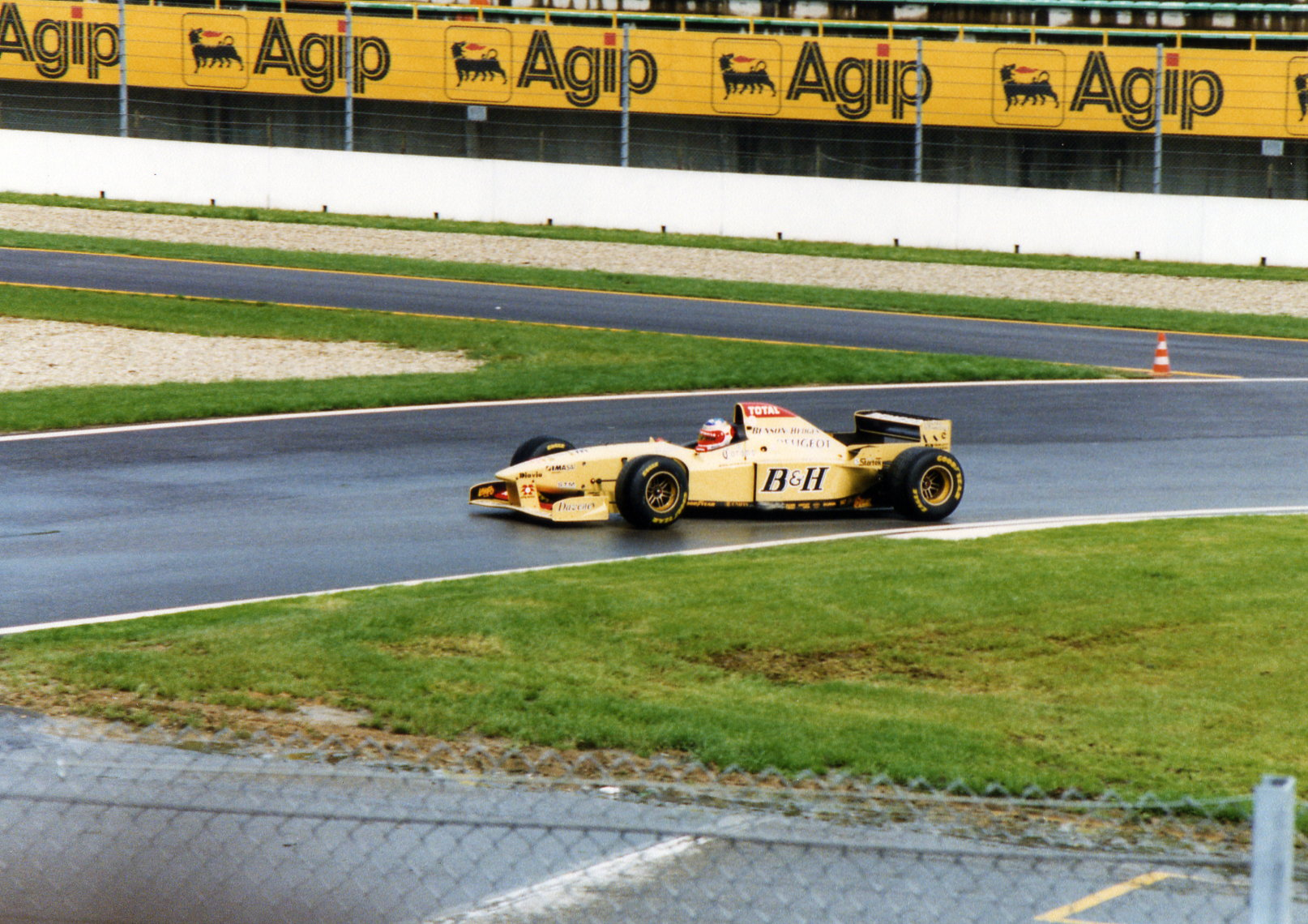
A principios de temporada, el coche presentaba un color amarillo más brillante.

Sin embargo, el equipo aún no pudo conseguir la primera victoria. De hecho, 1996 fue una temporada estéril, sin podios por parte de ninguno de los pilotos, aunque el equipo anotó un punto más que en 1995. Jordan siguió siendo un equipo de 'Segunda División' detrás de Williams, Ferrari, Benetton y McLaren. Brundle más tarde, aunque de manera jocosa, se refirió al 196 como "un perro" que tenía "más agarre al revés", refiriéndose a un accidente en la primera vuelta del Gran Premio de Australia de 1996 donde Brundle volcó el coche.
A finales de año, la necesidad de cambio era obvia. Barrichello partió para el nuevo equipo Stewart y Brundle se retiró del deporte y se convirtió en co-comentarista de televisión junto a Murray Walker para ITV F1 durante la temporada 1997. Serían reemplazados por Ralf Schumacher y Giancarlo Fisichella en 1997.
El equipo finalmente terminó quinto en el Campeonato de Constructores, con 22 puntos.

## Patrocinio y livery
El 196 presenta una nueva decoración dorada (amarillo más brillante al comienzo de la temporada), que refleja su nuevo patrocinador principal, Benson & Hedges. En los Grandes Premios que no permitían la marca de tabaco, los logotipos de Benson & Hedges fueron reemplazados por los nombres de los conductores en la cubierta del motor y "Jordan" o "Special F1" en el costado del automóvil.

## Resultados
(Clave) (negrita indica pole position) (cursiva indica vuelta rápida)

| Año     | Motor       | Neu. | N.º | Pilotos            | 1   | 2   | 3   | 4   | 5   | 6   | 7   | 8   | 9   | 10  | 11  | 12  | 13  | 14  | 15  | 16  | Puntos | Pos. |
| ------- | ----------- | ---- | --- | ------------------ | --- | --- | --- | --- | --- | --- | --- | --- | --- | --- | --- | --- | --- | --- | --- | --- | ------ | ---- |
| 1996    | Peugeot V10 | G    |     |                    | AUS | BRA | ARG | EUR | SMR | MON | ESP | CAN | FRA | GBR | GER | HUN | BEL | ITA | POR | JPN | 22     | 5.º  |
| 1996    | Peugeot V10 | G    | 11  | Rubens Barrichello | Ret | Ret | 4   | 5   | 5   | Ret | Ret | Ret | 9   | 4   | 6   | 6   | Ret | 5   | Ret | 9   | 22     | 5.º  |
| 1996    | Peugeot V10 | G    | 12  | Martin Brundle     | Ret | 12  | Ret | 6   | Ret | Ret | Ret | 6   | 8   | 6   | 10  | Ret | Ret | 4   | 9   | 5   | 22     | 5.º  |
| Fuente: |             |      |     |                    |     |     |     |     |     |     |     |     |     |     |     |     |     |     |     |     |        |      |